# Schott AG

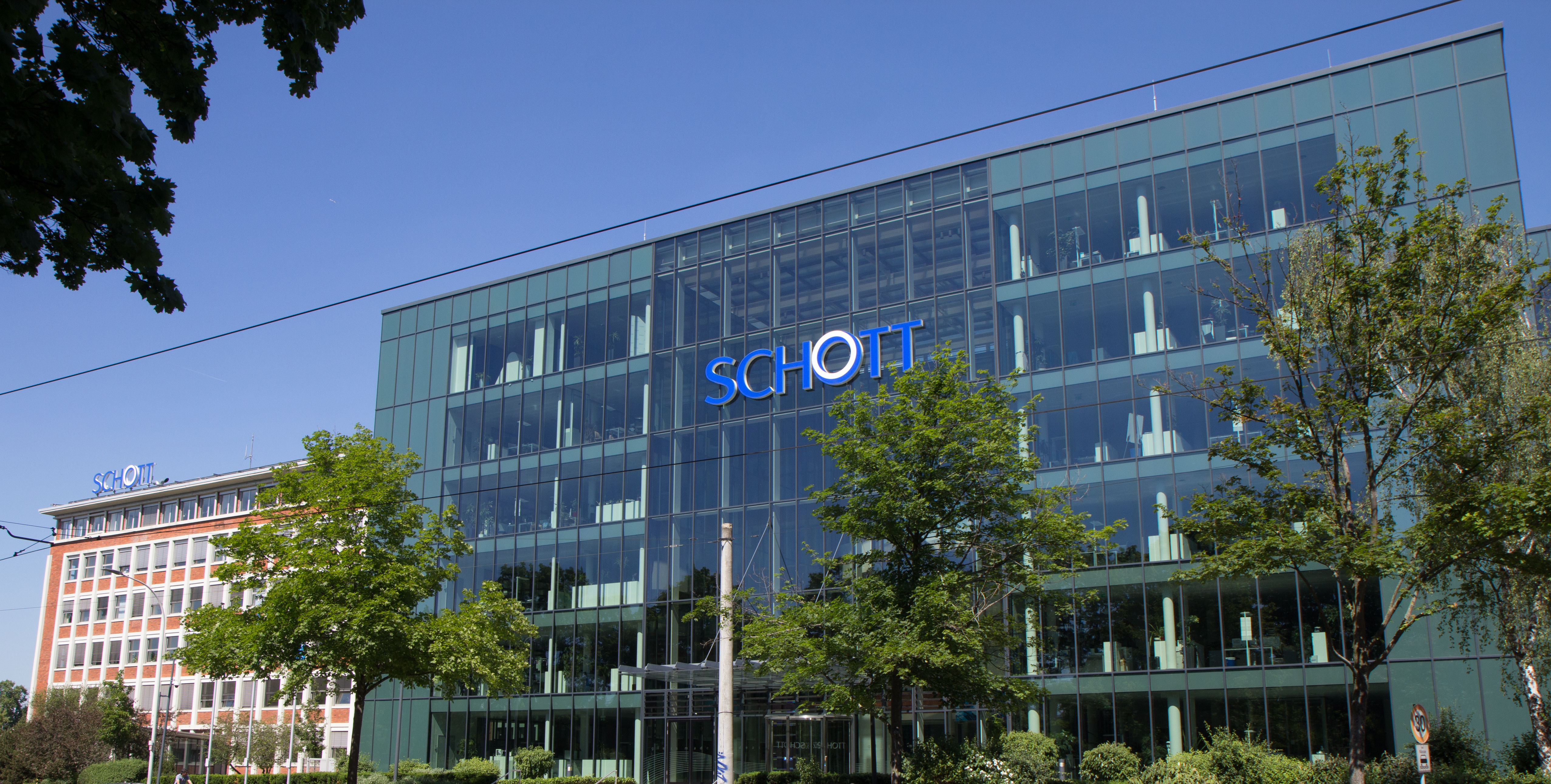
SCHOTT AG, Mainz

Schott AG, gevestigd in Mainz (Duitsland), is een internationaal technologieconcern en behoort tot 's werelds grootste producenten van technisch glas en artikelen uit glas. Over het boekjaar 2007/08 bedroeg de omzet 2,23 miljard euro. Er zijn, verspreid over 42 landen, 17.300 medewerkers, waarvan 6.700 in Duitsland. Een van de belangrijkste concurrenten is het Amerikaanse Corning Incorporated.

## Producten
Het productengamma omvat behalve de klassieke gebieden glas, speciale glassoorten, laboratoriumglaswerk, glaskeramische materialen en optische componenten, ook fotonica, glasvezeltechniek, fijnmechanische techniek en zonne-energie (fotovoltaïsche cellen). Bekende handelsmerken zijn Ceran en Zerodur. De belangrijkste markten voor Schott zijn huishoudelijke apparatuur, farmacie, zonne-energie, elektronica, optiek en de automobielindustrie.
In maart 2005 heeft Schott zijn activiteiten op het gebied van laboratoriumglas afgestoten. Dat omvatte vooral allerlei producten uit Duranglas, inclusief het handelsmerk Schott Duran.
Vooral Zerodur glaskeramiek wordt gekenmerkt door een zeer lage uitzettingscoëfficiënt, waardoor het zeer geschikt is voor onder andere grote spiegeltelescopen. Schott leverde onder andere:
- voor de Very Large Telescope: vier spiegels van elk 8,2 m diameter (geleverd 1991-1993)
- voor het Keck-observatorium: twee spiegels van elk 10,0 m diameter (geleverd 1993-1996)
- voor de Gran Telescopio Canarias: een spiegel van 10,4 m diameter (geleverd 2007-2008)

## Fabrieken in Duitsland (stand: 2017)
- Mainz: Optisch glas, Ceran, glaskeramiek voor inductiekookplaten, Robax glas, glasvezels, glazen buizen voor de farmaceutische industrie
- Grünenplan, gem. Delligsen: zeer dun glas
- Jena: brandwerend glas, Xensation Cover glas
- Landshut: Electronic Packaging
- Mitterteich: glazen buizen, pijpen, staafjes en profielen, bedoeld voor technische en farmaceutiusche toepassingen
- Müllheim (Zwarte Woud): verpakkingsmaterialen voor de farmaceutische industrie

## Eigendomsverhoudingen
De enige eigenaar van Schott AG is de Carl-Zeiss-Stiftung, die alle aandelen bezit en zichzelf uit het dividend moet financieren. Om deze constructie te realiseren, werd een nieuw stichtingsstatuut opgesteld, waartegen medewerkers tevergeefs een rechtszaak hebben aangespannen. In de nieuwe statuten is onder andere de basisregel van een van de stichters, Ernst Abbe, geschrapt volgens welke de directie en bestuurders niet meer dan tienmaal het gemiddelde inkomen van langdurige arbeiders mochten verdienen.

## Geschiedenis
In 1884 legde Otto Schott in Jena het fundament voor de moderne glaswetenschap en -technologie. Met zijn geestverwanten Ernst Abbe en Carl en Roderich Zeiss richtte hij het Glastechnisches Laboratorium Schott und Genossen op, het latere Jenaer Glaswerk Schott & Genossen. Daardoor konden krachtige microscopen en telescopen voor onderzoek worden gebouwd. Met het produceren van hittebestendig boriumsilicaatglas breidde de onderneming het aanbod van technische glassoorten uit, die ook gebruikt werden voor theeglazen en babymelkflessen. Mede hierdoor groeide de onderneming snel. Later volgde de productie van beeldbuizen en zonnecellen.
Sinds 1927 leidde Erich Schott, de zoon van de oprichter, het bedrijf. Aan het einde van de Tweede Wereldoorlog namen Amerikaanse militairen de directie en een selectie van specialisten mee naar het westen. Deze kwamen uiteindelijk in Mainz terecht. Na de onteigening van het oorspronkelijke bedrijf in Jena richtte Erich Schott in 1952 een nieuwe hoofdvestiging op, die thans het vestigingsadres van het bedrijf is.
Gedurende de Duitse deling waren er twee fabrieken, namelijk VEB Carl Zeiss in Jena (DDR), de oorspronkelijke vestigingsplaats, en Carl Zeiss in Mainz en Oberkochen (Bondsrepubliek). Er woedde een jarenlange strijd over de firmanaam en het logo. Uit de vroegere afdeling voor technisch glas in Jena is het zelfstandige Jenoptik ontstaan, dat een van de belangrijkste leveranciers van speciaal glas in Oost-Europa werd. In het westen groeide Schott uit tot een grootste producenten ter wereld van speciale glassoorten, met productiebedrijven en verkoopkantoren in Europa, Amerika en Azië. Na de hereniging van Duitsland werden ook deze ondernemingen in Oost- en West-Duitsland herenigd.